# Im Kwon-taek
Dans ce nom coréen, le nom de famille, Im, précède le nom personnel.
Im Kwon-taek (임권택) est un réalisateur et scénariste de cinéma coréen né à Jangseong en Corée le 2 novembre ou le 8 décembre 1934 ou le 2 mai 1936,, selon les sources.  Principal représentant des films coréens de style classique, il a cent films à son actif. Il a remporté tous les prix existant en Corée du Sud. Son film La Chanteuse de pansori (서편제, Seopyeonje) a remporté à ce jour à lui seul 27 prix coréens et 3 prix internationaux.

## Biographie

### Formation
Il grandit à Gwangju et passe une partie de son enfance dans la rue après la guerre de Corée, puis part à Busan pour chercher du travail. Après quelques petits boulots, il se rend à Séoul en 1956 et travaille dans une usine de recyclage de bottes de l'armée américaine qui décide de se reconvertir dans l'industrie du cinéma. Im Kwon-Taek devient coursier et le réalisateur Cheng Chang Ho lui propose ensuite un poste d'assistant de production. Il gravit rapidement les échelons et travaille comme assistant réalisateur avant de devenir lui-même réalisateur.

### Carrière
Il réalise son premier long métrage : Adieu fleuve Duman en 1962, et enchaîne ensuite plus de 50 films de série B jusqu'à la fin des années 1970 à partir desquelles il change de registre en proposant des films plus sérieux comme Généalogie en 1979.
Il est depuis son film Deux Moines (Mandala, 1981) considéré comme l'un des plus grands réalisateurs coréens ; Pierre Rissient déclare à son sujet : « En 1977, je passe par Séoul, mais je n'arrive pas à voir de film d'Im Kwon-taek. Sur place, on me dit que c'est un tâcheron, que son œuvre n'a aucun intérêt. Cinq ans plus tard, grâce à l'attaché audiovisuel français, je vois enfin Mandala, que je trouve très intéressant : le voyage physique et initiatique de deux moines bouddhistes. Un cinéaste capable d'un tel film n'a pas pu réaliser que des navets ! ».
Son succès international n'a fait que s'amplifier avec La Chanteuse de pansori (premier de ses films à sortir en France en 1995) suivi du Chant de la fidèle Chunhyang (2000). Sa consécration en Occident est sans aucun doute son prix de la mise en scène au Festival de Cannes pour son film Ivre de femmes et de peinture (2002).

### Hommages
Im Kwon-Taek (médaillé par l'UNESCO pour son œuvre) est aujourd'hui considéré comme l'ambassadeur du cinéma coréen dans le monde.
Une rétrospective de 25 films lui est consacrée au Festival des trois continents de Nantes en 2015 puis une autre à la Cinémathèque française durant l'hiver 2015-2016 où sont présentés 74 de ses films.

## Filmographie
Im Kwon-taek est l'auteur de 103 films :
- 1962 : Adieu fleuve Duman (두만강아 잘 있거라, Dumanganga jal itgeola)
- 1962 : Dumanganga jal itgeola (두만강아 잘 있거라)
- 1962 : Jeonjaenggwa noin (전쟁과 노인)
- 1963 : Danjang lok (단장록)
- 1963 : Une épouse changée en pierre (망부석, Mangbuseog)
- 1963 : Shinmungo (신문고)
- 1964 : Yogmangui gyeolsan (욕망의 결산)
- 1964 : Shibjamae seonsaeng (십자매 선생)
- 1964 : Dangol jikaksaeng (단골 지각생)
- 1964 : La Règle des dix ans (십년세도, Shibnyeon sedo)
- 1964 : Yeonghwa mama (영화 마마)
- 1965 : Bitsoke jida (빗 속에 지다)
- 1965 : Wanggwa sangno (왕과 상노)
- 1966 : Jeonjaenggwa yeogyosa (전쟁과 여교사)
- 1966 : Soon-ok fait pleurer le tribunal (법창을 울린 옥이, Beobchangeul ullin oki)
- 1966 : Je suis le roi (나는 왕이다, Naneum wang-ida)
- 1966 : Nilniri (닐니리)
- 1967 : Cheongsa choryong (청사초롱)
- 1967 : Le Sabreur qui est venu avec le vent (풍운의 검객, Pungunui geomgaek)
- 1967 : Manghyang cheonri (망향천리)
- 1968 : Jang Hee-bin, la séductrice (요화 장희빈, Yohwa Jang Hui-bin)
- 1968 : Un homme comme le vent (바람 같은 사나이, Baramgateun sanai)
- 1968 : Mongnyeo (몽녀)
- 1968 : Dolaon winsonjabi (돌아온 왼손잡이)
- 1969 : Binaerineun gomoryeong (비 내리는 고모령)
- 1969 : Shanghai talchul (상해 탈출)
- 1969 : La Nuit de la pleine lune (십오야, Shiboya)
- 1969 : Le Sabre du tonnerre (뇌검, Roegeom)
- 1969 : L'Aigle des plaines (황야의 독수리, Hwangyaui doksori)
- 1969 : Désolé pour le dérangement (신세 좀 지자구요, Shinse jom jijaguyo)
- 1969 : Trois Générations d'hommes (사나이 삼대, Sanai samdae)
- 1970 : L'Épée sous la lune (월하의 검, Wolhaui geom)
- 1970 : Park le borgne (애꾸눈 박, Aeggunun park)
- 1970 : Iseulmajeun baekilhong (이슬 맞은 백일홍)
- 1970 : Binaerineun seonchangga (비나리는 선창가)
- 1970 : Une femme poursuivie (그 여자를 쫓아라, Geu yeojareul jjochara)
- 1970 : Bamcharo on sanai (밤차로 온 사나이)
- 1970 : Bigeom (비검)
- 1970 : La Femme aux longs cils (속눈썹이 긴 여자, Soknunseobi kin yeoja)
- 1971 : Il neige sur la rue de la vengeance (원한의 거리에 눈이 내린다, Wonhanui geori nuni naerinda)
- 1971 : Un duel de trente ans (30년만의 대결, 30 nyeonmanui daegyeol)
- 1971 : Les Deux bossus Vengeurs (원한의 두 꼽추, Weonhanui tukkobchu)
- 1971 : Nareul deoisang goerobhiji mara (나를 더 이상 괴롭히지 마라)
- 1971 : Yogeom (요검)
- 1971 : La Seconde Mère (둘째 어머니, Duljjae eomeoni)
- 1972 : La Spirale des trahisons à Myeongdong (명동 삼국지, Myeongdong samgukji)
- 1972 : Histoire cruelle de Myeongdong (명동 잔혹사, Myeongdong janhoksa)
- 1972 : Celui qui est revenu et celui qui doit partir (돌아온 자와 떠나야 할 자, Dolaon jawa ddeonaya hal ja)
- 1972 : Trois Grands sabres (삼국대협, Samguk daehyeob)
- 1973 : Cinq Hôtesses mémorables (장안 명기 오백화, Janganmyeonggi obaekwa)
- 1973 : Daechugyeok (대추격)
- 1973 : Jabcho (잡초)
- 1974 : La Bataille du 38e parallèle (증언, Jeungeon)
- 1974 : La Marche des épouses (아내들의 행진, Anaedeului haengjin)
- 1974 : Je ne pleurerai pas (울지 않으리, Ulji aneuri)
- 1974 : Yeonhwa (연화)
- 1975 : Yeonhwa 2 (연화 2)
- 1975 : Pourquoi ai-je fait ça ? (왜 그랬던가, Wae guraetdeonga)
- 1975 : Eoje, oneul, geurigo naeil (어제 오늘 그리고 내일)
- 1976 : Wangsimni (왕십리)
- 1976 : Pieds nus dans la neige (맨발의 눈길, Maenbalui nunkil)
- 1976 : Et coule la rivière Nakdong (낙동강은 흐르는가, Nakdongkaneun heureuneunga)
- 1976 : L'Épouse (아내, Anae)
- 1977 : La Vie de Ok-rye (옥례기, Okryegi)
- 1977 : Gye Wol-hyang pendant la guerre Imjin (임진왜란과 계월향, Imjinrangwa gyewolhyang)
- 1978 : L'Arbre toujours vert (상록수, Sangroksu)
- 1978 : Gaggabgodo meon kil (가깝고도 먼 길)
- 1979 : L'Arc divin (신궁, Shingung)
- 1979 : Demain après demain (내일 또 내일, Naeil ddo naeil)
- 1979 : Généalogie (족보, Jokbo)
- 1979 : Jeo padowie eoma eolguli (저 파도위에 엄마 얼굴이)
- 1979 : Le Héros caché (깃발없는 旗手, Gitbaleobtneun gisu)
- 1980 : La Spéculatrice (복부인, Bokbuin)
- 1980 : Nez cassé (짝코, Jagko)
- 1981 : Deux Moines (만다라, Mandala)
- 1982 : Les Larmes de l'idole (우상의 눈물, Usangui nunmul)
- 1982 : Les Corrompus (오염된 자식들, Oyeomdoen jashikdeul)
- 1982 : Abengo Airborne Cops (아벤고 공수군단, Abenko gongsugundan)
- 1983 : Le Village dans la brume (안개 마을, Angae maeul)
- 1983 : Elle a pleuré dans l'étreinte d'un papillon (나비 품에서 울었다, Nabipumeseo uleotda)
- 1983 : La Fille du feu (불의 딸	, Bului dal)
- 1986 : Gilsoddeum (길소뜸)
- 1986 : Qui pourra bloquer un torrent ? (흐르는 강물을 어찌 막으랴, Heureuneun gangmuleul eojji makeorya)
- 1986 : Le Ticket (티켓, Ticket)
- 1987 : Adada (아다다)
- 1987 : La Mère porteuse (씨받이, Sibaji)
- 1988 : Chronique du roi Yeonsan (연산일기, Yeonsan ilgi)
- 1989 : Viens, viens, viens plus haut (아제 아제 바라 아제, Aje aje bara aje)
- 1989 : Hand in Hand
- 1990 : Le Fils du général (장군의 아들, Janggunui adeul)
- 1991 : Le Fils du général 2  (장군의 아들 2, Janggunui adeul 2)
- 1991 : L'Aube de la civilisation (개벽, Gaebyeok)
- 1992 : Le Fils du général 3 (장군의 아들 3, Janggunui adeul 3)
- 1993 : La Chanteuse de pansori (서편제, Seopyeonje)
- 1995 : Les Monts Taebaek (태백산맥, Taebaek sanmaek)
- 1996 : Festival (축제, Chukje)
- 1997 : Chang la prostituée (창, Chang)
- 2000 : Le Chant de la fidèle Chunhyang (춘향뎐, Chunhyangdyeon)
- 2001 : Ivre de femmes et de peinture (취화선, Chi-hwa-seon)
- 2004 : La Pègre (하류인생, Haryu insaeng)
- 2007 : Souvenir (천년학, Cheon nyeon hak)
- 2011 : Hanji (달빛 길어올리기, Dalbit Gireoolligi)
- 2014 : Revivre (화장, Hwajang)

## Récompenses

### Grand Bell Awards

#### Meilleur film
- 1979 : Le Héros caché
- 1987 : Chronique du roi Yeonsan
- 1989 : Viens, viens, viens plus haut
- 1991 : L'Aube de la civilisation
- 1993 : La Chanteuse de pansori

#### Meilleur réalisateur
- 1979 : Généalogie
- 1981 : Deux Moines
- 1986 : Le Ticket
- 1987 : Chronique du roi Yeonsan
- 1993 : La Chanteuse de pansori

### Blue Dragon Film Awards
- 2002 : Prix du Meilleur film et Prix du Meilleur réalisateur pour Ivre de femmes et de peinture.

### Festival de Cannes
- 2002 : Prix de la mise en scène pour Ivre de femmes et de peinture.

### Berlinale
- 2005 : Ours d'or d'honneur. Il est le premier asiatique à recevoir cette distinction.

### Autres distinctions
- Asian Film Awards : Lifetime Achievement Award
- Prix Manhae 2004, catégorie Art.